# Deborah Birx
Plk. Deborah Leah Birx (* 4. dubna 1956 Pensylvánie) je americká lékařka a diplomatka, která se zabývá imunologií HIV/AIDS, bojem proti nemoci covid-19, výzkumem vakcín a globálními zdravotními problémy.

## Působení ve vládních funkcích
Od března 2020 pracuje Deborah Birx ve funkci koordinátorky postupu proti koronaviru SARS-CoV-2 a nemoci covid-19 v krizovém týmu Bílého domu (White House Coronavirus Response Coordinator), který vede viceprezident Mike Pence.
V letech 2014–2020 působila jako velvyslankyně USA a koordinátorka boje proti AIDS a byla zodpovědná za program US President's Emergency Plan for AIDS Relief na podporu prevence a léčby HIV/AIDS ve více než 50 zemích světa.
V armádě Spojených států má hodnost plukovníka.